# Lampasse

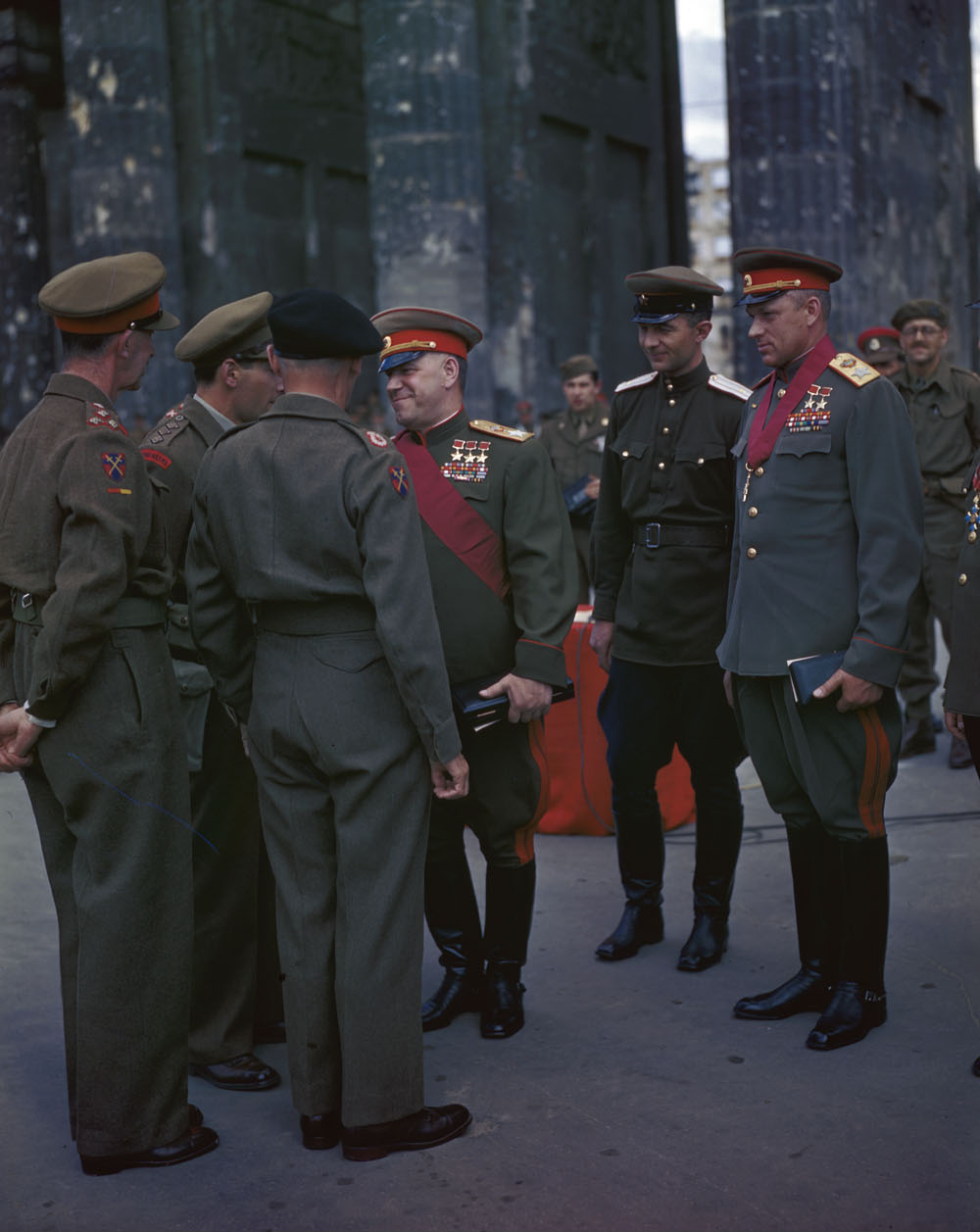
Marechais soviéticos, Zhukov e Rokossovsky com lampasses duplos vermelhos, em 1945.

Lampasse (em alemão:  Lampasse(n)) são listras de calças que adornam os uniformes de gala de muitas forças armadas, polícia, bombeiros e outros serviços públicos uniformizados. Nos países de língua alemã, como oficiais qualificados do estado-maior geral, seu uniforme apresentava esses distintivos lampasses de largura dupla.

## Alemanha
As lampasses dos oficiais qualificados do Estado-Maior até o coronel eram em carmim. No entanto, os uniformes gerais apresentavam lampasses na cor do corpo (em alemão:  Waffenfarbe), por exemplo Força Aérea em Skyblue.
Para os oficiais generais da Bundeswehr alemã, a tradição de usar lampasses foi abandonada em 1956. No entanto, oficiais generais do Exército Popular Nacional, Volkspolizei e Stasi, bem como oficiais de bandeira da Volksmarine usavam lampasses de largura dupla em calças uniformes na cor apropriada do corpo até 1990.
Veja também

Na Alemanha, hoje, os oficiais-generais da polícia federal alemã(Bundespolizei)usam Lampasses de largura dupla em verde escuro.

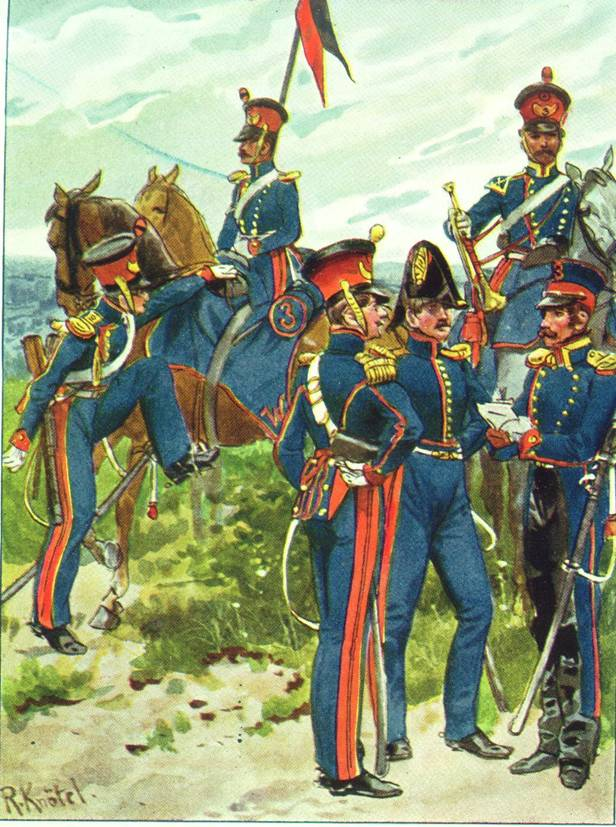
Lampasses de largura dupla vermelha do 3º Regimento de Cavalaria de Wuerttemberg, 1825.
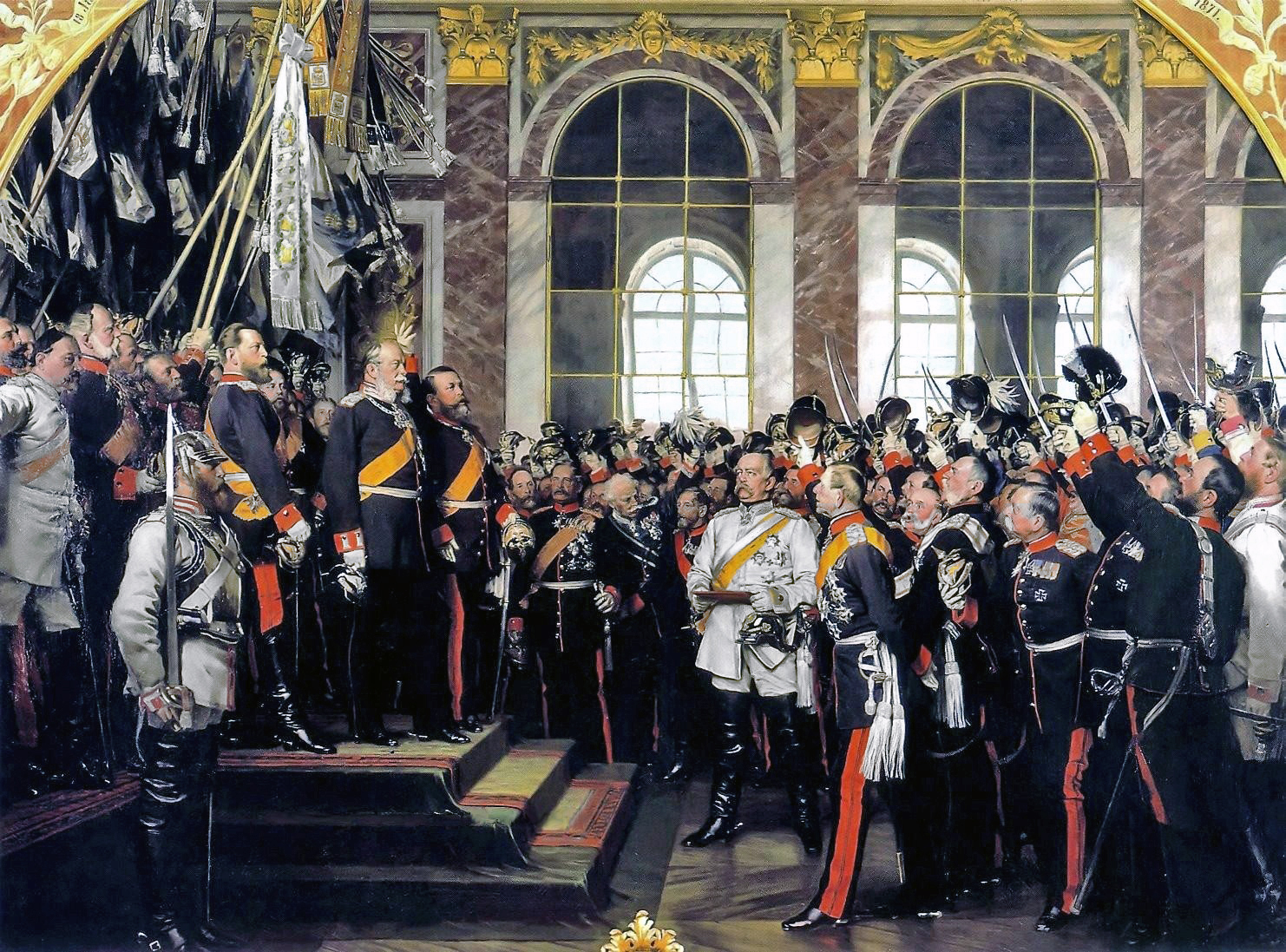
Lampasses vermelhos de largura dupla dos oficiais generais prussianos.
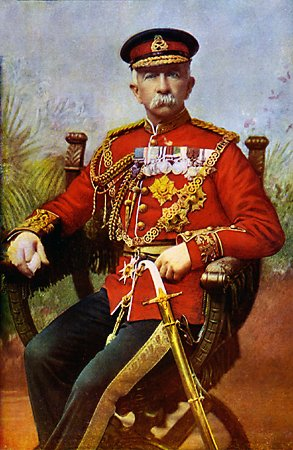
Marechal de Campo Sir Henry Evelyn Wood VC, GCB, GCMG com lampasses de ouro.
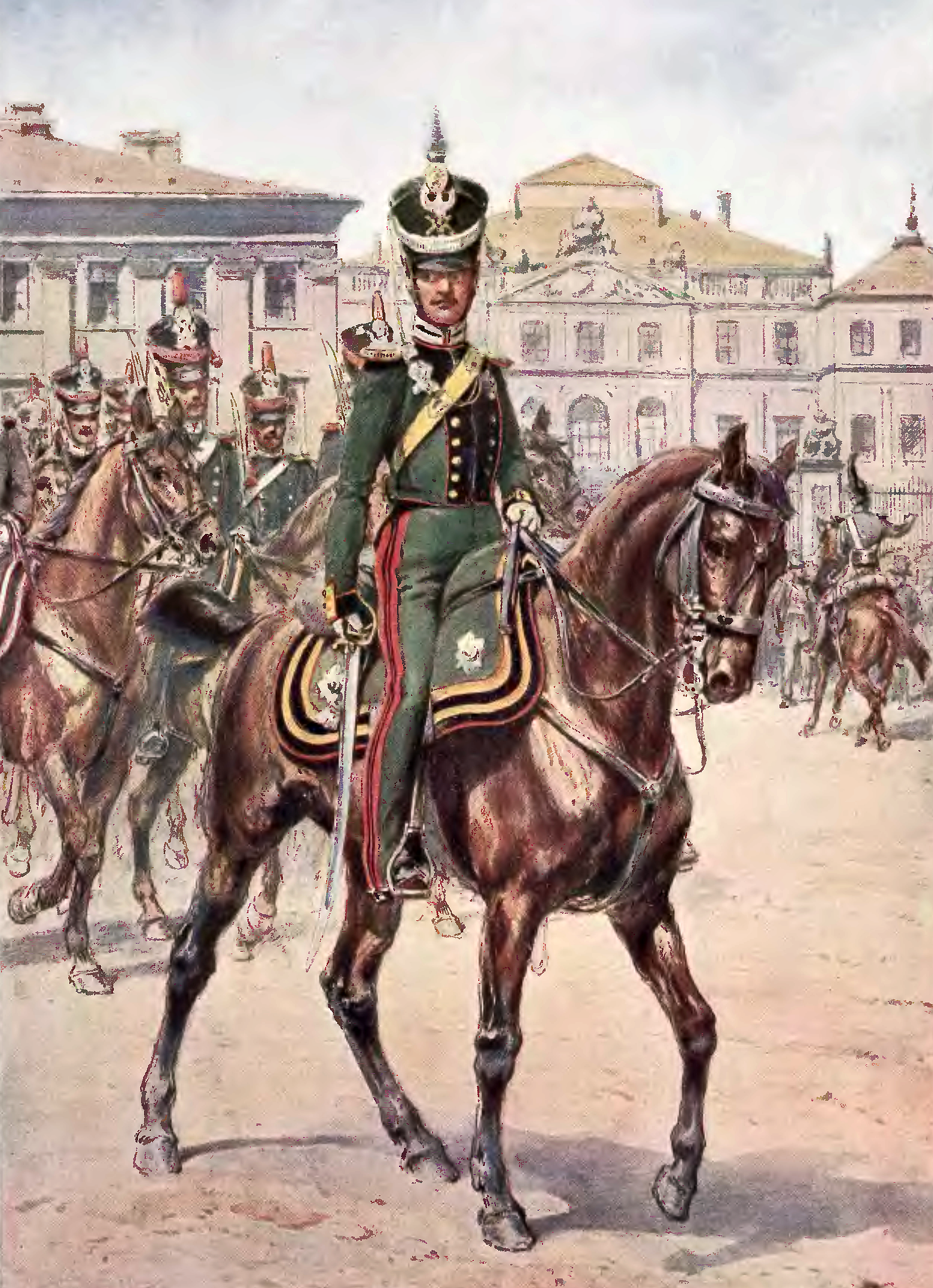
Oficial montado com lampasses vermelhos.
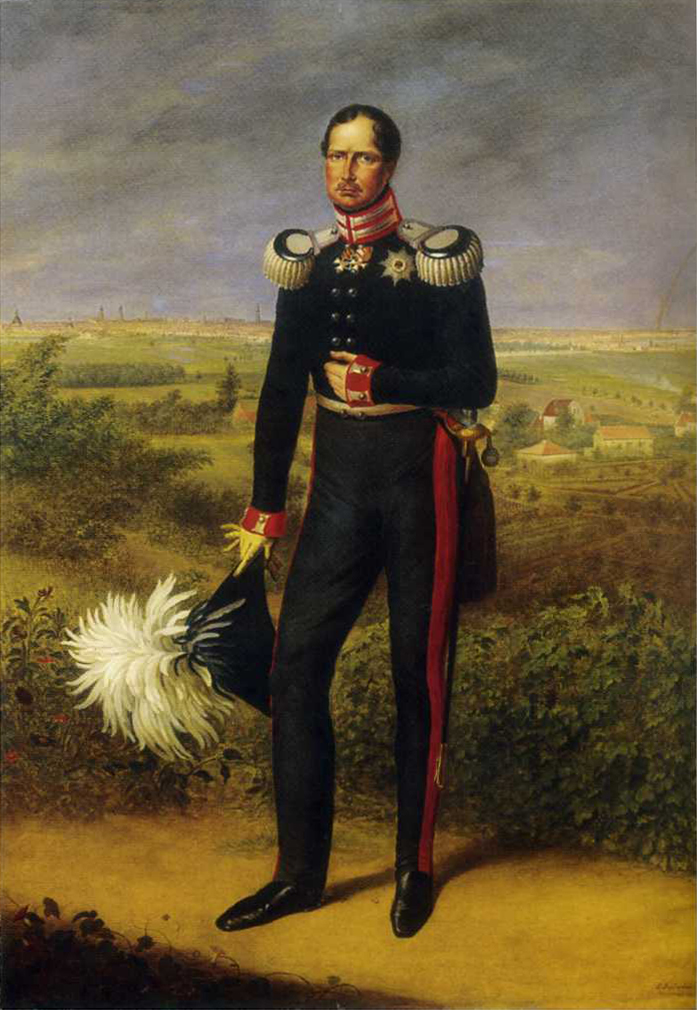
Friedrich Wilhelm III com duplo-lampasses vermelhos.

## Lampasses hoje
As lampasses são usadas ainda hoje em um grande número de forças armadas nacionais em uniforme de gala, uniforme de gala ou uniforme de serviço de oficiais generais. Os lampasses dourados da Cavalaria dos EUA também são bem conhecidos.